# بيدرو دي أمبوديا
بيدرو دي أمبوديا (بالإسبانية: Pedro de Ampudia)‏، من مواليد 30 يناير 1805م إلى 7 أغسطس 1868م، وهو قائد عسكري مكسيكي ، خاض حرباً ضد الولايات المتحدة الأمريكية بهدف ضم تكساس إلى الأراضي المكسيكية.

## وصلات خارجية
- Pedro Ampudia at A Continent Divided: The U.S.-Mexico War, Center for Greater Southwestern Studies, the University of Texas at Arlington